# Black Star Inc.
Black Star Inc. (Black Star Incorporated) — російський незалежний лейбл звукозапису і продюсерська компанія. Засновником і власником лейблу є хіп-хоп-виконавець і російський музичний продюсер Тимур Юнусов (Тіматі).

## Історія
У 2006 році Тіматі організував продюсерський центр «Black Star Inc.».
У 2007 році «Black Star Inc.» спільно з компаніями «АРС» і «IlyaKireev Company» організовують R&B/Soul фестиваль під назвою «Vерсия 0.1». Після конкурсу на лейбл були запрошені два учасника фестивалю — B. K. (Борис Габараев) і Music Hayk (Айк Мовсисян).
B. K.: «Я був знайомий з Тіматі ще до конкурсу. На „Vерсии 0.1.“ я виграв гран-прі, тобто, був головний приз, його виграв співак з Німеччини Mic, а був окремий приз від Тіматі, який отримав я».
Music Hayk: «Я підійшов до Тіматі в клубі, ще до „Vерсии 0.1.“, познайомився з ним, і він запропонував мені прийти на прослуховування, яке проводив Пашу. Я вирішив спробувати свої сили там, мене помітили. Вже після конкурсу мені зателефонували і запропонували увійти до складу колективу „Black Star“».
Після запису спільної пісні з Тіматі «Милагрэс» для телеканалу СТС стало зрозуміло, що B. K. і Music Hayk дуже добре звучать удвох. Так утворилася група, яка згодом отримала назву «Tom'n'Jerry». У 2008 році група записала дебютний трек «Любовь и мир» — саундтрек до фільму «Гітлер капут!», а в 2009 році випустила ремікс-версію пісні «Ты для меня свет» з Анастасією Кочетковою і взяла участь в альбомі Тіматі The Boss.
У 2009 році лейбл залишає продюсер Валерій Євсіков, до цього співпрацював з Тіматі більше трьох років і є автором таких пісень як «Потанцуй», «Forever», «Плачут небеса», «Не сходи с ума».
У 2010 році лейбл Black Star Inc. викупив за 1.5 млн доларів співачку Каріну Кокс, яка до цього була солісткою групи «Сливки». Було випущено два видеосингла співачки — «Літати високо» і «Все вирішено».
У 2012 році лейбл підписує хіп-хоп-виконавців Левана Горозію (L'One), Єгора Булаткіна (Єгор Крід) і художника Павла Галаніна. Того ж року DJ M. E. G., B. K., Music Hayk, Lucky і Павло Галінін залишають лейбл.
У 2013 році лейбл залишає r'n'b-виконавець Джиган.
Восени 2015 року Black Star Inc. підписує нового артиста, репера з Томська Олександра Морозова, відомого як Саша Чест. 7 жовтня того ж року виходить спільний з Тіматі кліп «Кращий друг», приурочений до дня народження Володимира Путіна.
У жовтні 2015 року лейбл проводить всеросійський кастинг «Молода Кров 2015». До кастингу були допущені 2500 осіб. За підсумками кастингу, новими артистами лейблу стали едуард Виграновський (Скруджи), Клавдія Високова і Дана Соколова.
10 жовтня 2016 року, напередодні десятиліття з дня заснування, на офіційному сайті лейблу з'явилося зображення, що представляє собою перекреслений логотип і напис «The end». Аналогічні зображення були розміщені в соціальних мережах на сторінках лейбла і його артистів. Серед шанувальників і журналістів звучали версії закриття лейблу, або піар-акції, пов'язаної з ребрендингом або виходом нового альбому. На наступний день інтернет-видання Life з посиланням на джерело, близьке до компанії повідомило, що те що відбувається, є маркетинговим ходом перед ребрендингом. Тоді ж, у 2016-му, Саша Чест оголосив про відхід з лейблу.
На початку березня 2018 року лейбл покинула r'n'b-виконавець Kristina Si.
В середині березня 2019 року лейбл залишають r'n'b-виконавці Єгор Крід і L'One.
27 липня 2020 року лейбл залишає його безпосередній засновник Тіматі, також вилучаючи повний каталог своїх пісень. Причиною називається втрата камерного шарму.

## Персонал
- Павло «Пашу» Кур'янов[14][15] — генеральний директор Black Star inc.
- Вальтер Леруссе — директор музичного лейблу Black Star inc.
- Віктор Абрамов — креативний директор музичного лейблу.

## Кіновиробництво
Black Star відкрив свою кіностудію Black Star-Film, яка займається виробництвом повнометражних і короткометражних фільмів. Перший повнометражний фільм, де весь персонал лейблу зіграв ролі бандитів та поліцейських — «Мафія».
- 2019 — «Мафія»
- 2020 — «Мафія-2»

## Артисти

### Поточні учасники
| Артист     | Реальне ім'я                | Роки        | Примітки                                       |
| ---------- | --------------------------- | ----------- | ---------------------------------------------- |
| Natan      | Натан Міров                 | з 2013 року | Переможець першого кастингу-шоу «Молода Кров»  |
| Клава Кока | Клавдія Вадимівна Високова  | з 2015 року | Переможниця другого кастингу-шоу «Молода Кров» |
| Hazima     | Назіма Джанібекова          | з 2018 року | Фіналістка першого сезону шоу «Пісні»          |
| Slame      | В'ячеслав Ісаков            | з 2019 року | Переможець другого сезону шоу «Пісні»          |
| Анет Сай   | Анна Сайдалієва             | з 2019 року | Учасниця другого сезону шоу «Пісні»            |
| Бороніна   | Анна Бороніна               | з 2019 року | Учасниця другого сезону шоу «Пісні»            |
| Єгор Шип   | Єгор Володимирович Кораблін | З 2021 року | Артист лейблу                                  |

### Колишні учасники
- DJ Dlee (2007—2009)
- Карина Кокс (2010—2011)
- Music Hayk (2007—2012)
- Lucky (2012)
- Павло Галанін (2012)
- DJ M.E.G. (2006—2012)
- B.K. (2007—2012)
- Джиган (2007—2013)
- Група «Панама» (2013)
- Фідель (2013—2014)
- DJ Miss Dippy (2014 року)
- Саша Чест (2015—2016)
- Kristina Si (2013—2018)
- Вандер Філ (2017—2018)
- Kan (2014—2018)
- Єгор Крід (2012—2019)
- L'One (2012—2019)
- DanyMuse (2018—2019)
- Скрудж (2015—2019)
- Pabl.A (2018—2019)
- Ars-N (2019—2020)
- Amchi (2019—2020)
- Doni (2014—2020)
- Тіматі (2006—2020)
- Ternovoy (ex. Terry) (2018—2021)
- Дана Соколова (2015—2021)
- Мот (2013—2022)
- Міша Марвін (2015—2022)

## Продюсери
- Павло Мурашов — музичний продюсер Black Star inc.
- Єгор Гліб — саунд-продюсер Black Star inc.

Колишні продюсери
- Валерій «garage.raver» Євсиков
- Олексій «DJ Dlee» Таганцев
- Борис «B.K.» Габараєв

## Релізи
- 2009 — «The Boss» (Тіматі, студійний альбом)
- 2012 — «VKLYBE.TV MUSIC COLLECTION — DJ M.E.G.» (DJ MEG, мікстейп)
- 2012 — «Щасливий …» (Music Hayk, мікстейп)
- 2012 — «Холодне серце» (Джиган, студійний альбом)
- 2012 — «SWAGG» (Тіматі, студійний альбом)
- 2013 — «Супутник» (L'One, студійний альбом)
- 2013 — «рисочки» (Мот, мініальбом)
- 2013 — «13» (Тіматі, студійний альбом)
- 2013 — «Музика. Життя.»(Джиган, студійний альбом)
- 2013 — «Все буде» (Black Star Inc., збірник)
- 2014 — «# каменоломні» (DJ Philchansky і DJ Daveed, мікстейп)
- 2014 — «Azbuka Morze» (Мот, студійний альбом)
- 2014 — «Самотня всесвіт» (L'One, студійний альбом)
- 2014 — «Даже не думай» (група «Панама», мініальбом)
- 2014 — «Аудіо Капсула» (Тіматі, мініальбом)
- 2015 — «Холостяк» (Єгор Крід, студійний альбом)
- 2015 — «Автолюбитель» (L'One, мініальбом)
- 2016 — «навиворіт» (Мот, студійний альбом)
- 2016 — «Олімп» (Тіматі, студійний альбом)
- 2016 — «92 дня» (Мот, студійний альбом)
- 2016 — «Звідти, де я» (Скрудж, мініальбом)
- 2016 — «# каменоломні 2» (DJ Philchansky і DJ Daveed, мікстейп)
- 2016 — «Гравітація» (L'One, студійний альбом)
- 2016 — «Світлом у темряві» (Kristina Si, студійний альбом)
- 2016 — «В дорозі» (Doni, мініальбом)
- 2017 — «Що вони знають?» (Єгор Крід, студійний альбом)
- 2017 — «Добра музика клавіш» (Мот, студійний альбом)
- 2018 — «Катафалк» (Скрудж, мініальбом)
- 2018 — «Мислепад» (Дана Соколова, студійний альбом)
- 2018 — «Танцюй» (Міша Марвін, мініальбом)
- 2018 — «Відчуваю» (Міша Марвін, мініальбом)
- 2019 — «Пангея» (L'One, студійний альбом)
- 2019 — «Невидане» (Black Star Inc., збірник)
- 2019 — «Моє місто 2.0» (Pabl.A, мініальбом)
- 2019 — «9» (Natan, студійний альбом)
- 2019 — «Ліхтар» (Дана Соколова, мініальбом)
- 2019 — «Секрет» (Hazимa, мініальбом)
- 2019 — «Непристойно про особисте» (Клава Кока, студійний альбом)